# Hippocephala minor
Hippocephala minor là một loài bọ cánh cứng trong họ Cerambycidae.